# Música igbo
El pueblo del Igbo vive en el sureste de Nigeria, y toca una amplia variedad de instrumentos populares. Son conocidos por su adaptación de estilos extranjeros y son una parte importante de highlife nigeriano. El instrumento más extenso es la cítara de trece cuerdas, llamada obo. Los igbos también tocan los tambores, los xilófonos, las flautas, las liras, los udus y los laúdes; y más recientemente, importó los instrumentos de metal europeos.
La música cortesana se toca entre el Igbo más tradicional, mantienendo sus tradiciones reales. El ufie (tambor de raja) se utiliza para despertar al jefe, comunicarle los tiempos de comida y otras informaciones relevantes para él. Los conjuntos de campana y tambor se utilizan para anunciar cuándo el jefe sale y vuelve a la aldea. El músico igbo Joshua Uzoigwe utilizaba en sus composiciones de música clásica la música tradicional de su pueblo.